# 洞穴震積岩

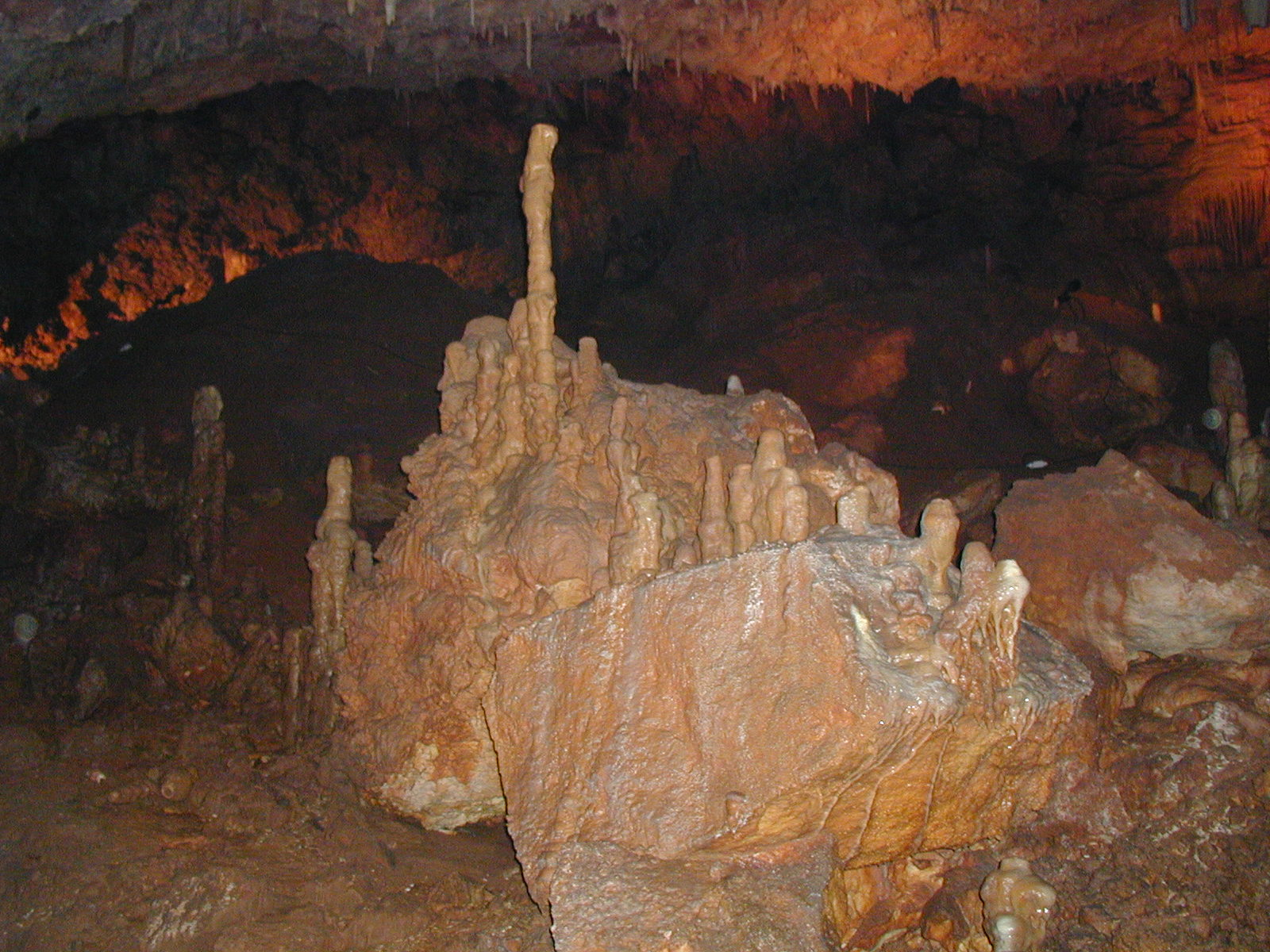
塌陷的洞穴頂部

洞穴示意圖

洞穴震積岩（英語：speleoseismite）是一種受損的洞穴沉積物, 它們被認為是因地震事件而變形。洞穴震積岩包括被切割的鐘乳石、掉落的石筍、塌陷的洞穴頂部、 洞穴沉積物 的傾斜、生長軸的變化、鐘乳石-石筍之間彼此移位等等。這些震積岩可用於古地震學研究。

### 實例
洞穴沉積物在歷經地質演變過程中，很難保存在岩石内。目前所知的都保存在屬於第四紀的洞穴内。喜馬拉雅山區因現今造山運動引起頻繁的地震，許多洞穴震积岩都在此處研究。
1. 歷史時代的地震：2008 年的汶川 7.9 級地震 ，在青藏高原東部龍門山斷層帶導致十多個洞穴内損害， 包括洞穴部分或完全倒塌。 其中「石管」是最容易受到地震的損壞。其他紡錘形和細長形狀的洞穴沉積物, 也有被損壞的。調查結果表明鐘乳石斷落的方向與地震波傳播的方向一致。汶川地震造成的上盤移動方向為NW-NNW，與映秀-北川斷層帶下盤運動一致。故而推斷溶洞內的斷層並非汶川地震的同震構造[3]。
2. 史前時代的地震: 中段喜馬拉雅山脈分佈于印度庫馬恩省和加瓦爾省(Kumaun and Garhwal Provinces)，此處有逆衝斷層但現今卻長期無地震。此處在逆衝斷層之間有天然洞穴。在天然洞穴内，根據古代液化特徵和石筍的變形，Rajendran 等人（2016）建立了過去地震的歷史。他們發現石筍的生長有異常，包括生長軸突然傾斜或旋轉、生長終止、以及斷裂後重新生長等。根據放射性U-Th 年齡鑒定，發現異常屬於多次古地震事件造成。其中最年輕的事件，在時間上對應了一場中世紀大地震[4]。同樣在意大利，Kagan等人（2017）研究了北卡拉布里亞地區（Northern Calabria）的兩個地下洞穴，進行洞穴地震分析。該地區位於地震活躍地區，在近代和史前時期曾發生過中型至大型地震。他們調查的洞穴震積岩包括倒塌和破碎的鐘乳石、留在原位但被切割的石筍和鐘乳石以及倒塌的洞穴天花板。根據放射性元素鑒定，發現三次強震事件。2012 年，該地區發生了 5.2 級地震，但對洞穴未造成損害，這表明能造成本地區洞穴震積岩的震級下限規[5]。